# Bylandtstraße 24 (Mönchengladbach)

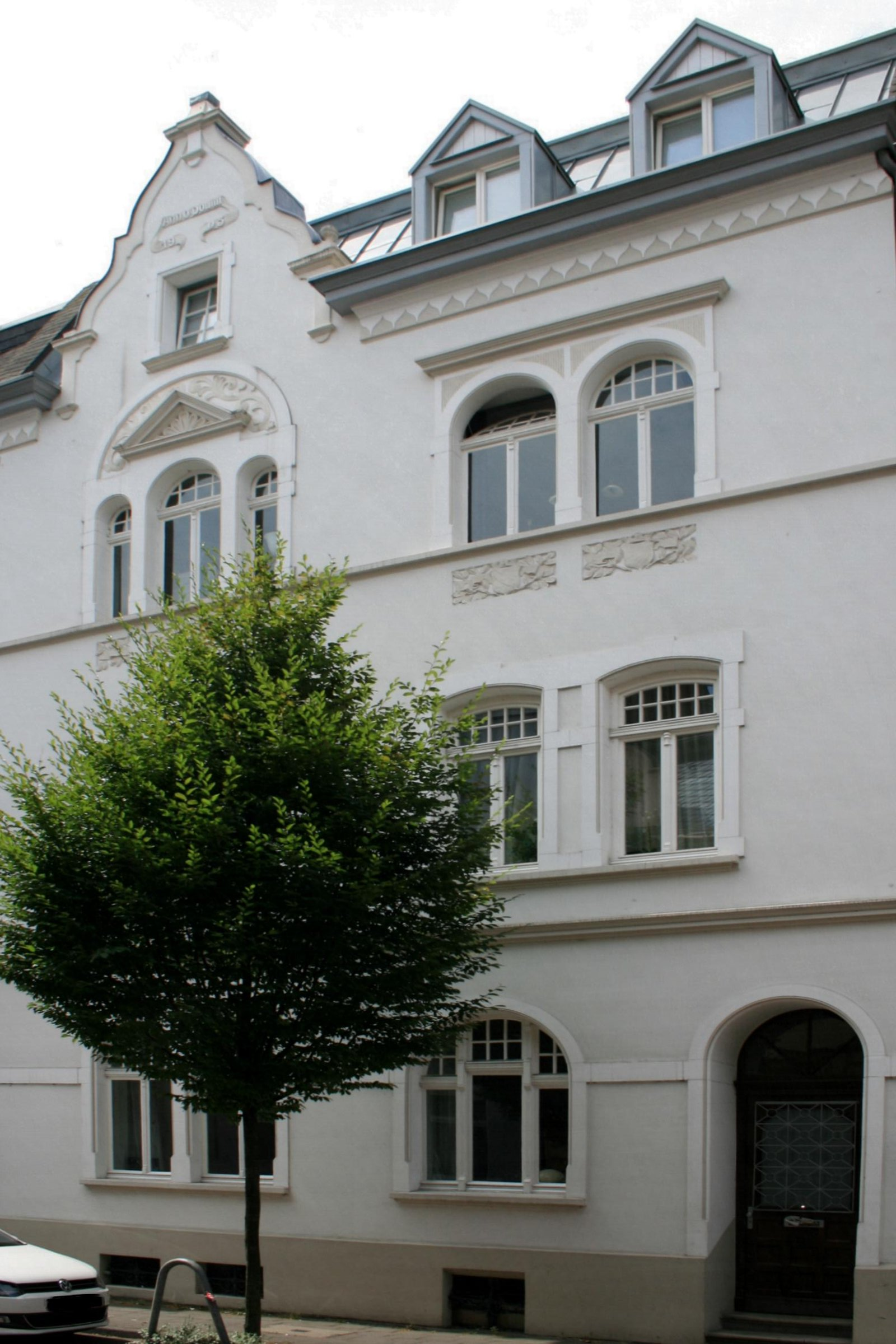
Wohnhaus (2010)

Das Wohnhaus Bylandtstraße 24 steht im Stadtteil Rheydt in Mönchengladbach (Nordrhein-Westfalen).
Das Haus wurde 1905 erbaut. Es ist unter Nr. B 011 am 4. Dezember 1984 in die Denkmalliste der Stadt Mönchengladbach eingetragen worden.

## Architektur
Das dreigeschossige Vier-Fenster-Wohnhaus mit ausgebautem Mansarddach stammt aus dem Jahre 1905, im Giebel ausgewiesen. Die Fassadengliederung in ihren horizontalen Bezügen ist auf die Gliederung des Nachbarhauses (Nr. 26) abgestimmt. Fassade glatt verputzt, mit Ausnahme des Sockelgeschosses, bis zur Kämpferlinie der Fenster. Die waagerechte Gliederung ist durch Gesimse zwischen den Geschossen gegeben.
Eine besondere senkrechte Gliederung ist lediglich angedeutet: Im linken Fassadenbereich ist eine senkrechte Achse gebildet, die in einem kleinen, geschweiften Stufenziergiebel mündet. Das Mansarddach ist durch ein profiliertes Kastengesims abgeschlossen mit darunter befindlichem Fries aus stilisierten Formen. Rechts im Mansarddachgeschoss eine unpassende moderne Dachgaubenanordnung, die über die gesamte Dachfläche reicht.